# Route nationale 1463
La route nationale 1463, ou RN 1463, est une route nationale française servant au contournement ouest et à la desserte de l'Usine Peugeot de Sochaux-Montbéliard, reliant celle-ci via la RN463 à l'A36.